# Nicolas Baudeau

Explication du tableau économique, 1967

Nicolas Baudeau (* 24. April 1730 in Amboise; † 1792 in Paris) war ein französischer Ökonom, Theologe und Publizist. Er war Anhänger der physiokratischen Lehre und verbreitete sie im Rahmen seiner Tätigkeit als populärwissenschaftlicher Autor.

## Biografie
Geboren in Amboise am 24. April 1730, stammt Nicolas Baudeau aus einer Familie, die in der Schneiderei beschäftigt war. Als Jugendlicher zog Nicolas Baudeau in den Périgord in den Südwesten Frankreichs, um in der Abtei von Chancelade eine religiöse Ausbildung zu erhalten. Daraufhin wurde er regulärer Kanoniker und lehrte in dieser Abtei das Fach Theologie, parallel zu seiner Forschung in Bezug auf die Geschichte des Perigord. Am Ende der 1750er Jahre reiste er im Anschluss an einen Ruf des Erzbischofs Christophe de Beaumont nach Paris mit der Absicht, dem Collège des Prémontrés beizutreten.
Ab jetzt vernachlässigte er seine historischen Studien und interessierte sich verstärkt für finanzielle Fragestellungen wie auch aus der Veröffentlichung einer Reihe von Memoranda im Jahre 1763 deutlich wird, die dem Generalkontrolleur der Finanzen, Henri-Léonard Bertin, gewidmet sind. Am 4. November 1765 ließ Baudeau den ersten Band der Éphémeriden des Bürgers oder Chronik des nationalen Geistes herausgeben, eine Zeitschrift, die zweimal pro Woche erschien und von der er der hauptsächliche Urheber ist. Ab dem folgenden Jahr, einer Polemik mit Guillaume-François Le Trosne folgend, ließ er sich durch die Äußerungen mit physiokratischer Basis von diesem Letzteren verführen und schloss sich der von François Quesnay gegründeten Bewegung an. Seine Zeitung wurde daraufhin zu einer öffentlichen Bühne, die ausschließlich der Verbreitung dieser Doktrin der Ökonomie diente, und dementsprechend in Éphémeriden des Bürgers oder durchdachte Bibliothek der moralischen und politischen Wissenschaften umbenannt wurde. Diese Zeitung ging 1768 in die Hände von Dupont de Nemours über.
Mit seinem gewissen, die Grenzen Frankreichs überschreitenden Bekanntheitsgrad, gelang es Baudeau zu Beginn des Jahres 1768 die Aufmerksamkeit des Prinzen Ignatius Massalski zu erhalten, dem die Schriften Baudeaus über Polen gefallen hatten und der ihm vorschlug, ihm in sein Erzbistum in Litauen zu folgen. Baudeau nahm dieses Angebot an und wurde von Widziniski zum bischöflichen Vogt ernannt. Seine Abreise verzögerte sich jedoch durch seine Geldgier, da ihm gleichzeitig eine Stelle als Propst des Augustinerklosters von Sankt-Lô angeboten wurde, das mit einer bedeutenden Pension verbunden war. Trotzdem reiste er im Oktober nach Polen ab und verweilte dort während des Winters 1768–69.
Nach einer kurzen Reise durch Russland und einem zweiten Aufenthalt in Polen im Jahr 1769, kehrte er nach Frankreich zurück und begann sich von der Religion zu distanzieren. Erneut fand er in der Lektüre Zuflucht und verteidigte weiterhin öffentlich die Lehren der Physiokraten. 1774 wurde er wieder nach Polen gerufen, doch zog er es vor, in Frankreich zu bleiben, wo er eine Anstellung als Propst in Notre Dame du Bois-d'Arcy im Bistum Auxerre erhielt. Nachdem die Publizierung der Éphémeriden im November 1772 eingestellt worden war, begann Baudeau im Januar 1775 mit der Herausgabe der Neue ökonomische Ephémeriden oder durchdachte Bibliothek der Geschichte, der Moral und der Politik, um weiter die Grundsätze des physiokratischen Denkens zu verbreiten. Im Anschluss an die Entlassung von Jacques Turgot und aufgrund eines Artikels, in dem er die Ausgaben des Königs während des Siebenjährigen Krieges verurteilt hatte, wurde Baudeau für mehrere Monate nach Auxerre verbannt, während seine Zeitschrift zensiert wurde.
Entmutigt gab er einige seiner Manifeste für die Physiokratie auf, ohne jedoch seine Verbindung zu dieser Schule zu verleugnen. Anfang der 1780er Jahre wurde er Verwalter des Herzogs von Chartres, dem zukünftigen Philippe-Égalité.
1785 knüpfte er wieder an seine vorherigen Arbeiten in den Bereichen der Geschichte und der Wirtschaftslehre an. Im Jahre 1787 publizierte er mit Bezug auf die finanziellen Schwierigkeiten des Königreichs und der Vorladung der Standespersonen die Ideen eines fast sechzigjährigen Bürgers, ein sehr detailliertes Werk über die königlichen Finanzen und Steuern. 1788 erweckte er seine Neuen Éphémeriden noch einmal zu neuem Leben.
1790 begann seine geistige Verwirrung, und er endete 1792 auf tragische Weise durch Selbstmord.

## Schriften

### Theologie
- Analyse de l’ouvrage du pape Benoît XIV sur les béatifications et canonisations (Paris, 1759)

### Wirtschaft
- Idées d’un citoyen sur l’administration des finances du Roi (1763)
- Idées d’un citoyen sur les besoins, les droits, et les devoirs des vrais pauvres (1765)
- Idée d'une souscription patriotique en faveur de l'agriculture, du commerce et des arts (1765)
- Principes de la science morale et politique sur le luxe et les lois somptuaires (1767)
- Lettres sur les émeutes populaires (1768)
- Lettres d’un citoyen sur les vingtièmes et autres impôts (1768)
- Première introduction à la philosophie économique (1771)
- Avis au peuple de Paris, sur la caisse de Poissy [paru également sous le titre : Mémoire sur la caisse de Poissy] (1774, 35 p.); mémoire écrit en 1768, imprimé en 1770 pour les Éphémérides, entraînant alors la colère des fermiers de cette caisse
- Principes économiques de Louis XII et du Cardinal d’Amboise, de Henri IV, et du duc de Sully sur l’administration des finances (1775)
- Sur l'état présent de l'agriculture en Angleterre, traduit de l'anglais, avec des remarques sur l'état de l'agriculture en France (1778)
- Charles V, Louis XII, et Henri IV aux Français (1787)

### Zeitschriften
- Ephémérides du citoyen (1765–1772, 63 Bände; bihebdomadaire, et mensuel à partir de 1767)
- Nouvelles Éphémérides Economiques ou bibliothèque raisonnée de l’Histoire, de la Morale et de la Politique (1774–1779, 19 Bände)